# MBLAQ
MBLAQ (en coréen : 엠블랙), acronyme de Music Boys Live (in) Absolute Quality, est un boys band sud-coréen créé par le chanteur de pop R&B, producteur et acteur Rain sous son propre label J.Tune Entertainment appelé J. Tune Camp et est composé de Seung Ho, G.O, Joon, Thunder et Mir. Le nom de leur fan-club est "A +" puisque tous les membres du groupe sont de groupe sanguin A.

## Historique du groupe

### 2009: Just BLAQ
MBLAQ fut pour la première fois présenté au public le 21 septembre 2009 dans le magazine Nylon, après avoir été entraîné pendant deux ans. Le groupe fit une apparition dans le concert de Rain Legend of Rainism,. Le 12 octobre 2009, le groupe diffusa les teasers de leur premier titre « Oh Yeah » puis le clip vidéo deux jours plus tard. Le même jour, le premier album single « Just BLAQ » fut mis en vente, se classant rapidement à la tête des palmarès coréens. Le jour suivant, le groupe fit ses débuts télévisés dans l’émission M! Countdown de Mnet avec Oh Yeah.  
En décembre 2009, le groupe fit ses débuts au Japon, puis débuta les promotions d’un second titre : « G.O.O.D Luv ».

### 2010:Y
Le 19 mai 2010, MBLAQ lança son second album single Y, écrit, composé, produit et chorégraphié par Rain lui-même. Le clip de cette vidéo fut diffusé le même jour,. Le 3 juin 2010, les MBLAQ prirent la première place du M! Countdown. 
Le 29 décembre 2010, MBLAQ révéla un teaser de leur titre Cry, annonçant ainsi leur premier long album BLAQ Style.

### 2011: BLAQ Style, débuts japonais, etMona Lisa
Le 3 janvier 2011, J.Tune Camp révéla sur YouTube le clip vidéo de Cry, un titre R&B produit par E-Tribe. En seulement une semaine, la vidéo fut visionnée plus de 500 000 fois,. Une semaine après, le 10 janvier, l’album BLAQ Style fut mis en vente, et le clip vidéo de leur titre Stay fut diffusé le lendemain. Dès le 13 janvier, le groupe fit son retour sur les scènes du M! Countdown, du Music Bank, du Music Core, et de l' Inkigayo.
En février 2011, les MBLAQ furent élus Artistes du mois par MTV Korea, récompensant ainsi leur rapide succès. Le 22 février, ils révélèrent une nouvelle version de leur album, appelé BLAQ Style - 3D Édition. Dès mars 2011, BLAQ Style 3D atteignirent la première place du palmarès G-Music à Taiwan sans y avoir fait de promotion. 
Le clip vidéo de Your Luv fut diffusé sur MTV Japan le 11 avril 2011 alors que les promotions du groupe au Japon n’étaient planifiées que pour le mois de mai. Dès le 4 mai, Your Luv atteignit la première position du palmarès Oricon Daily Charts, se vendant à plus de 11 000 exemplaires.
Leur mini album Mona Lisa fut ensuite mis en vente le 12 juillet 2011 et le clip du même nom fut dévoilé. Dès le 14 juillet, les MBLAQ retournèrent sur la scène du M! Countdown, suivie par les scènes du Music Bank, du Music Core et de l' Inkigayo, les 15, 16 et 17 juillet respectivement, afin de promouvoir leur retour. Dès le 15 juillet, l’album « Mona Lisa » atteignit la première position du classement Hanteo Real-time. « Mona Lisa » rencontra un vif succès, et notamment au Japon, où le grand nombre de précommandes nécessita une nouvelle production de l’album.   
En septembre, MBLAQ atteignit la première position du site internet allemand Viva avec leur clip « Mona Lisa » visionné 111 000 fois sur une courte période.
Le 26 octobre 2011, leur titre « Baby U !» fut diffusé. Le jour de sa diffusion, le titre atteignit la seconde position de l’Oricon Daily Chart, se vendant à plus de 22000 exemplaires . Afin de promouvoir leur titre, les MBLAQ partirent pour le Japon en visitant Nagoya le 28 octobre puis Tokyo le 30. Ce même jour, 1500 fans furent choisis afin d’assister à leur LIVE performance et au Great Bingo Tournament. « Baby U ! » atteignit ensuite la première position du Billboard Hot Animation Chart japonais. 

### 2012: 100% Ver. – aujourd’hui
Le 1er janvier 2012, un teaser vidéo de leur quatrième album fut diffusé. Pour la première fois dans l’histoire du groupe, ce clip de "전쟁이야 (This is War)” mettait en scène une vraie histoire avec des scènes d’action. Le teaser de ce clip fut diffusé le 5 janvier sur la chaîne YouTube officielle de J. Tune Camp. Le même jour, la première photo concept du nouvel album « 100 % Ver. » fut révélée. J. Tune Entertainment expliqua que le titre de l’album venait de la satisfaction des MBLAQ pour cet album, un effort tout particulier ayant été donné pour la création de ce quatrième album.
Le 3 janvier, le titre “낙서 (Scribble)” fut révélé et atteignit la première position sur Soribada et Bugs Music, la troisième position sur le Music Chart de Mnet, et la quatrième position sur Cyworld Music. Le clip complet de "전쟁이야 (This is War)" fut diffusé le 9 janvier. Les performances de Lee Joon en assassin et de Thunder furent rapidement remarquées par leurs fans.    
100 % Ver. fut mis en vente le même jour que le clip, comportant un total de cinq titres: "Run", "전쟁이야 (This is War)", “낙서 (Scribble)”, "아찔한 그녀 (She's Breathtaking)", et "Hello My Ex". Il fut révélé que l’album reçu plus de 40 000 précommandes. Dès sa sortie, le clip de “This is War” fut visionné un million de fois en une semaine. Grâce à ce titre, MBLAQ remporta le M!Countdown pendant deux semaines consécutives.
La promotion du titre « Run » débuta, elle, le 1er mars et la vidéo de leur entrainement de danse fut révélée le même jour ,. Le 7 mars, une compilation nommée BLAQ Memories - Best in Korea fut mise en vente, incluant de nombreux titres coréens ainsi qu’une version japonaise de You're My +.Dès sa sortie, l’album se plaça à la neuvième position de l’Oricon Daily Chart.
Le contrat qui liait Cheondung et Lee Joon à la JTCentertainement est désormais terminé. Ces deux membres continuent donc leurs carrières sous d'autres labels.

## Membres
Le groupe est composé de cinq membres :
Seung Ho (승호)
- Nom réel: Yang SeungHo
- Date de naissance : 16 octobre 1987

Seung Ho est le leader du groupe. Son fan club est appelé "SeungHolics".
G.O  (지오)
- Nom réel : Jung Byung Hee
- Date de naissance : le 6 novembre  1987

G.O est le chanteur principal du groupe. Son fan club est appelé "GOddess"
Joon (준)
- Nom réel : Lee Chang Seon
- Date de naissance : 7 février  1988

Joon est danseur principal et chanteur. Son fan club est appelé "J+"
Thunder/Cheon Doong (천둥)
- Nom réel :Park Sang Hyun
- Date de naissance : 7 novembre 1990

Thunder est chanteur et rappeur. Son fan club est appelé "Soonja", il est aussi le frère de Dara qui faisait partie du groupe 2NE1
Mir (미르)
- Nom réel : Bang Cheol Yong
- Date de naissance : 10 mars 1991

Mir est le rappeur principal et maknae (le plus jeune) du groupe. Son fan club est appelé "MIRacle". Il est le frère de l'actrice et animatrice Go Eun-ah.

## Discographie

### Discographie coréenne
- 2009 : Just BLAQ (EP)Sortie le 14 octobre 2009

1. Oh Yeah
2. G.O.O.D Luv
3. My Dream
4. If You Come Into My Heart

- 2010 : Y (EP)Sorti le 17 mai 2010

1. 4 Ya' Stereo – Intro (Feat.Taewan a.k.a C-Luv)
2. Y (타이틀곡)
3. One Better Day
4. What U Want
5. Last Luv
6. Y (Instrumental)
7. One Better Day (Instrumental)

- 2011 : BLAQ Style (Album)Sorti le 10 janvier 2011

1. Sad Memories
2. Stay
3. Cry
4. 그대여 (Darling)
5. 버린다 (Throw Away)
6. 녹 (Rust)
7. Tonight
8. 이러지 않았으면해 (Wish You Hadn't)
9. You`re my +
10. Rolling U
11. Oh Yeah (C-Luv & Blue Magic Remix)
12. Y (JR Groove Remix)
13. 또 다른시작

- 2011 : Mona Lisa (EP)Sorti le 12 juillet 2011

1. Ojos Frios (Bandoneon By 고상지)
2. 모나리자 (Mona Lisa)
3. 모르겠어요 (I Don't Know)
4. 알면서 그래 (You Knew)
5. One
6. 말하지 말걸.. (I Shouldn't Speak..)

- 2012 : 100 % Ver. (EP)Sorti le 10 janvier 2012

1. Run
2. 전쟁이야
3. 낙서
4. 아찔한 그녀
5. Hello My EX

### Discographie japonaise
- 2011 : Your Luv (Single)Sorti le 4 mai 2011
- 2011 : Baby U! (Single)Sorti le 26 octobre 2011
- 2012 : BLAQ Memories (Album)Sorti le 7 mars 2012